# 殉情記
《殉情記》（英語：Romeo and Juliet）是一部1968年首映的英、意合製電影，為莎士比亞名劇《羅密歐與茱麗葉》的眾多電影版之一。
電影由法蘭高·齊費里尼執導及改編，李安納·韋定、奧莉薇亞·荷西及米高·約克等主演。在不同改編自莎劇的電影當中，此片是最賣座的電影之一，而當中的主題曲〈少年是甚麼？〉（"What Is a Youth?"）亦相當膾炙人口。
此片現被譽為經典，當年亦曾入圍不少電影獎項，包括第41屆奧斯卡金像獎的最佳影片獎及最佳導演獎，但最後在1969年頒獎禮當晚只贏得最佳服裝設計獎及最佳攝影獎。

## 劇情
詳見莎士比亞《羅密歐與茱麗葉》原著。

## 角色
飾演男女主角羅密歐與茱麗葉的演員當時和角色的年紀差不多，均是十多歲，兩人之前亦沒甚麼演出經驗，這亦是電影出名的原因之一。

## 製作
在意大利取景。

## 外部連結
- 互联网电影数据库（IMDb）上《殉情記》的资料（英文）
- AllMovie上《殉情記》的资料（英文）
- Comprehensive webpage on Romeo & Juliet, featuring magazine articles and film reviews - Archived
- Virtuoso in Verona — 1968 review of the movie in TIME magazine （页面存档备份，存于）